# Inger Nilsson

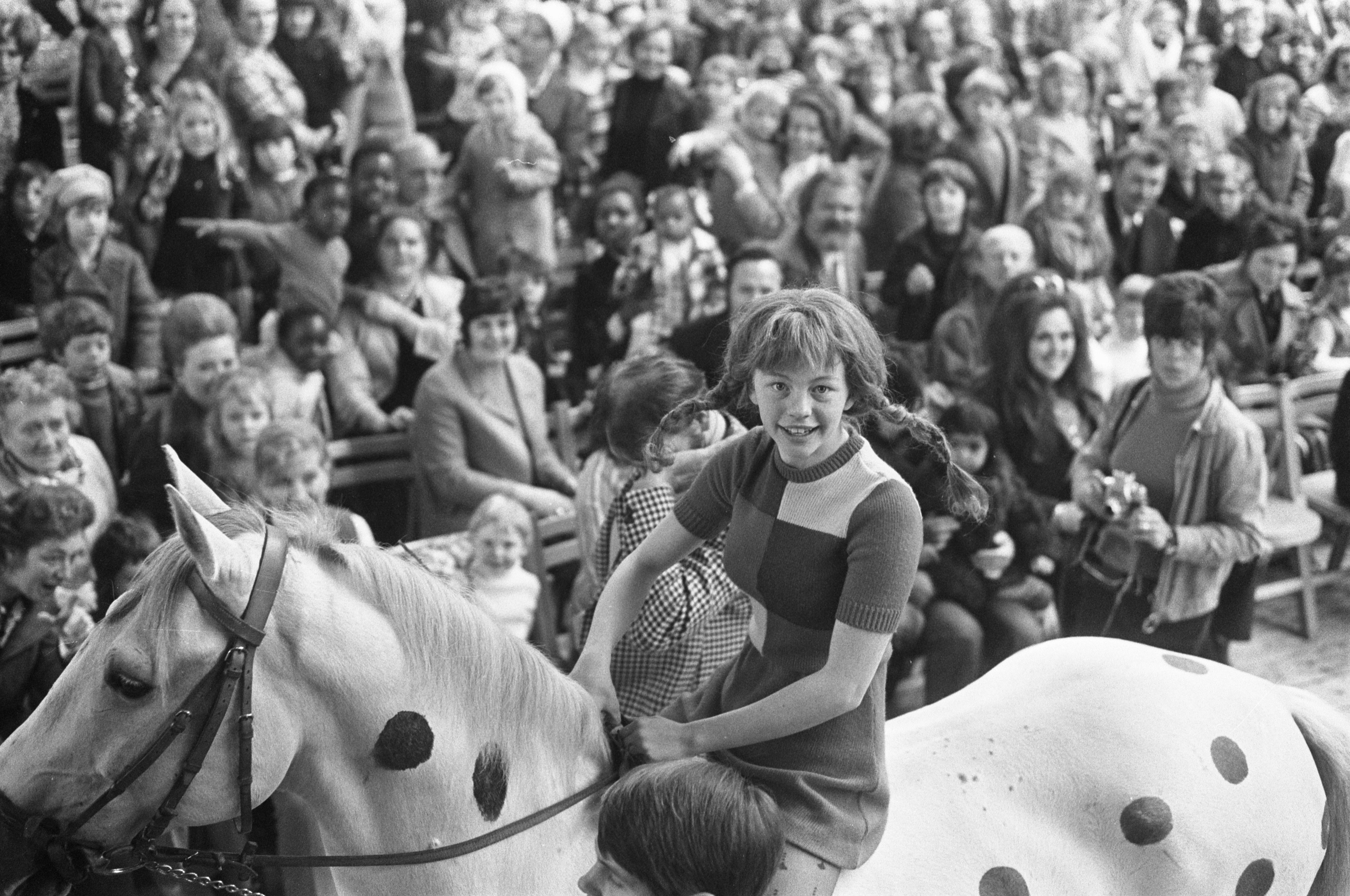
Aktorka w 1972 w Amsterdamie podczas spotkania z widzami

Inger Nilsson (ur. 4 maja 1959 w Kisa) – szwedzka aktorka, odtwórczyni roli Pippi Långstrump w serii niemiecko-szwedzkich filmów dziecięcych pod tym samym tytułem.

## Wybrana filmografia
- 1969 Pippi Långstrump
- 1969 Pippi Langstrumpf. Powrót Pippi (Här kommer Pippi Långstrump)
- 1970 Pippi w kraju Taka-Tuka
- 1970 Ucieczka Pippi
- 2000 Zamek Gripsholm
- 2002 Ollebom
- 2007–2017 Der Kommissar und das Meer (serial niemiecko-szwedzki) – patolog Ewa Svensson